# 恐龙化石
恐龙化石是恐龙的化石。目前已在全球各大洲發現恐龍化石，包含南極洲在內。

## 发掘历史
早在數千年前，人類就已發現恐龍的化石，但當時並不曉得這些石頭的真實面目。古代中國人將恐龍化石認為是中國神話中的龍骨頭，可當作中醫的藥材。例如在東晉時期成書的《華陽國志》中，作者常璩便記錄到，四川武城曾經發現龍的骨頭。在歐洲，恐龍化石則被認為是神話中的巨人遺骸，或是大洪水時期前的大型動物。居住於古代中亞地區的西徐安人，可能將當地發現的原角龍化石，描述成獅子身體、大型爪、以及鷹頭，且守衛黃金的生物，成為獅鷲的形象來源。

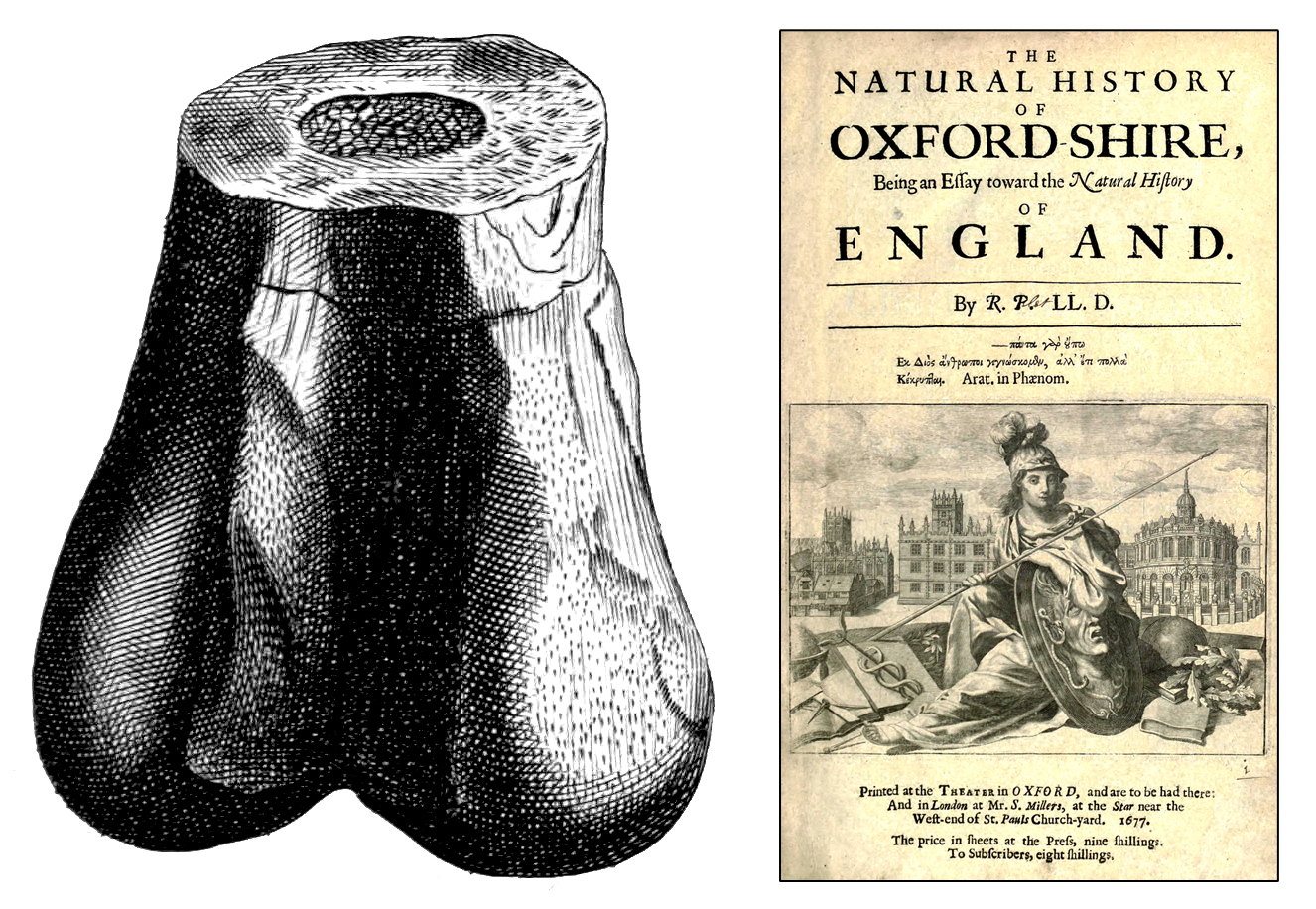
1677年的書籍《Natural History of Oxfordshire》封面，由羅伯特·波爾蒂所著。左邊是波爾蒂所繪的斑龍股骨末端。

1676年，英国牛津市附近的Cornwell的一處石灰岩採石場出土了一個骨头化石。牛津大学的教授羅伯特‧普勞特研究后，认为是一隻大型動物的股骨最下端。波爾蒂認為這些骨頭過大，所以並不屬於當時任何已知物種，而是來自於某種巨大人類的大腿骨。這些骨頭之後就遺失了，但留下了詳細的敘述。1824年，牛津大学的地質學家威廉·布克蘭将其命名為斑龍。
1699年，Edward Lhuyd在牛津市近郊發現一顆牙齒化石，命名為Rutellum implicatum。在2002年，科學家發現這顆牙齒屬於蜥腳下目恐龍。
1822年，英國動物學家吉迪恩·曼特爾在萨塞克斯郡采石场找到了几颗巨大的牙齿，并認為这些化石與鬣蜥有類似處。此后他又先后发现了31具带着牙齿的骨骼化石，经过拼凑进行了复原，并在1825年建立了禽龍屬（Iguanodon）。1842年，英國古生物學家理查·歐文認為斑龍、禽龍、林龙等物種具有許多明顯共同特徵，因此建立Dinosauria一詞，以包含這三個屬。
1858年，北美洲正式發現第一個恐龍化石。早在1838年，紐澤西州哈登菲爾德鎮的一個泥灰坑挖出大型的骨頭，直到20年後，化石收藏家威廉·帕克·佛克（William Parker Foulke）在當地挖出更多的化石，並由古生物學家約瑟夫·萊迪命名為鴨嘴龍。這副鴨嘴龍標本是首次發現的接近完整恐龍化石，也顯示牠們是種二足動物，在此之前，大部分科學家認為恐龍是群類似蜥蜴的四足動物。佛克發現的鴨嘴龍標本，開啟了美國的恐龍狂潮。在19世紀後期的恐龍狂潮中，奧塞內爾·查利斯·馬什與愛德華·德林克·科普間有激烈的競爭，兩人競相發現新的恐龍，這段著名的競爭稱為化石戰爭。許多恐龍標本，因為兩人的粗略挖掘與處理步驟，而遭到損毀或破壞，例如採用火藥來挖掘化石。儘管如此，他們的貢獻却非常巨大，馬什命名了86個恐龍的新種，科普則命名了56個，共計142個新種恐龍。馬什發現的化石存放於耶鲁大学的皮博迪自然史博物馆，科普的化石則存放在纽约的美國自然歷史博物館。
1861年，德国南部的索倫霍芬石灰岩礦床中發現了始祖鸟化石，是第一個所謂的「有羽毛恐龍」。始祖鳥是個過渡化石，明顯具有現代爬蟲類與鳥類的中間特徵。這種早期鳥類非常像恐龍，至少有一個標本，因為周圍沒有明確的羽毛痕跡，而被誤認為是美颌龙。
1878年，比利时貝尼沙特發現了31個禽龍化石，可能是洪水所造成的集體死亡，這是恐龍群居行為的第一個證據。
1907年，非洲坦尙尼亞境內的坦德古魯地區出土了巨大的骸骨，被命名为长颈巨龙。1908至1912年間，柏林自然史博物館的艾德文·亨尼希和韋爾納·亞南施來到這裡探勘，又挖掘出一隻腕龍屬的巨大恐龍，以及一隻劍龍屬的肯特龍骸骨。
1922至1925年間，美國自然史博物館的工作隊在蒙古戈壁考察，也發現了恐龍骸骨。1971年，在蒙古戈壁沙漠發現了一個極為著名的化石標本，一隻伶盜龍正在攻擊一隻原角龍，這是恐龍會獵食其他恐龍的直接證據。
1986年南極州的羅斯島上发现了第一個恐龙化石，来自南極甲龍；但在1994年，獸腳亞目的冰脊龙首先在科學期刊中被正式命名、敘述，成為第一個被命名的南極洲恐龍。
1998年，意大利一處石灰岩地層出土了幼年棒爪龙化石，保存了極為良好的軟組織痕跡，包含部份氣管、小腸、結腸、肝臟及肌肉。1999年，美国北达科他州发现了一具保存完好的恐龙木乃伊，它保存了大部分外皮组织、肌肉、肌腱乃至消化系统内的食物。
目前的主要新化石挖掘處，多是在過去沒被探索過的區域，例如：印度、南美洲、馬達加斯加、南極洲、尤其是中國，大部分的新發現有羽毛恐龍多出自於中國，因为當時的乾燥氣候有助於保存化石與化石化的過程。

## 化石分布
全球各大洲均发现有恐龙化石。美国西部的犹他州和科罗拉多一带，盛产侏罗纪晚期的恐龙化石，被称为“恐龙三角区”。著名的雷龙、梁龙、剑龙和跃龙都是在此发现的。加拿大西部的阿尔伯达省走大量白垩纪晚期的恐龙化石，包括霸王龙、鸭嘴龙、甲龙、角龙等化石。蒙古是白垩纪早期到晚期恐龙化石的重要产地。非洲东部坦桑尼亚的坦达古鲁产侏罗纪晚期的恐龙化石。

## 相关研究
恐龙化石是研究恐龍的基础。最熟悉的恐龙化石如牙齿和骨骼的化石被称为体躯化石；而恐龙的遗迹如糞化石、蛋化石、足跡化石、胃石等也有可能形成化石保存下来，被称为生痕化石。
一般而言，只有很小比例的恐龙最后会成为化石保存下来，况且绝大部分的化石都仍埋藏于地底。只有极少数的已被发现的样本保留有完整的骨骼，而其中保存有皮肤和其他软组织痕跡的则更为稀有。藉由比較不同骨頭的大小與型態，来重建一副完整的骨架，是一個複雜的過程，而重塑肌肉和器官则更為困難。親緣分支分類法是以不同生物的特徵來確定彼此關係，被成功地應用在恐龍的分類上。親緣分支分類法與其他現代科學方法，有助於解決不完整、破碎化石所產生的許多疑點。
恐龍的糞化石顯示，白堊紀晚期的大部分草食性恐龍仍以裸子植物為食，只有少部分以開花植物為食。
蜥腳類恐龍的化石，大部分發現於過去為乾旱或季節性乾旱的地層中，牠們可以大量、低營養價值的植物為食，以在這些環境中維持生存。

## 公共展览
自从19世纪早期，第一批恐龙化石被科學方法鑑定後，重建的恐龙骨架已成為全球各地博物馆的主要展覽品。英國古生物學家理查·歐文在維多利亞女王的丈夫艾伯特親王的支持下，在伦敦南肯辛頓建立了自然歷史博物館，以展出英國的恐龍與其他動物的化石。
德国柏林洪堡博物馆展放着長頸巨龍的骨架模型，是从多具大小相近的个体組合而成的。该模型高12米，长22.5米，预期活体的重量在30到60公噸之间，被认为是最高和最重的恐龙。
美国宾夕法尼亚州匹兹堡的卡内基自然历史博物馆展放有1907年在怀俄明州发现的梁龍，有27米长。
中国四川的自贡恐龙博物馆是中国第一所现代化的专业性恐龙博物馆，展出的恐龙化石包括了3个纲、11个目、15个科的属种。